# Sörby distrikt, Västergötland
Sörby distrikt är ett distrikt i Falköpings kommun och Västra Götalands län.
Distriktet ligger väster om Falköping.

## Tidigare administrativ tillhörighet
Distriktet inrättades 2016 och utgörs av socknen Sörby i Falköpings kommun.
Området motsvarar den omfattning Sörby församling hade vid årsskiftet 1999/2000.